# Konavle
Konavle (olaszul: Canali) község Horvátországban, Dubrovnik-Neretva megyében.

## Fekvése
A község északnyugaton Cavtat városától délkeleti irányban húzódva a Kotori-öbölig terjedő területen fekszik. Horvátország legdélebben fekvő községe, melyet északnyugatról Župa dubrovačka, északkeletről Bosznia-Hercegovina, keletről Montenegró, délkeletről a Kotori-öböl, délről, délnyugatról pedig a nyílt tenger határol. Három különböző tájegységre osztható: a tengerparti sziklás övezet, a középső rész egy termékeny mező és az északi hegyvidék. A hegyvidéket, mely a hercegovinai és montenegrói határon húzódik a Snježnica és a Bjelotina hegyláncai uralják. A középső rész termékeny mező, melynek hosszúsága mintegy 35, szélessége 12 kilométer. Ennek közepén folynak a Ljute, Konavočice és Kopačice nevű patakok. A tengerparti övezet középső részén meredek sziklák uralják, melyekhez dél felé haladva a Molunat-félsziget és a Prevlaka-félsziget, míg nyugaton a Župai-öböl a festői Cavtat kis öbleivel, félszigeteivel és szigetecskéivel kapcsolódik. Az egész területet erdők borítják. A parti részeken az alacsony növésű macchiák, fenyők és ciprusok, míg az északi hegyes területeken a macchia és a ciprus mellett találkozhatunk tölgyekkel és gyertyánokkal is. Az éghajlat mediterrán, a telek enyhék, az őszök forrók és esősek, a tavasz és anyár pedig száraz és forró. A főbb szelek a bóra és a misztrál.

## A község települései
A községhez közigazgatásilag Brotnice, Cavtat (községközpont), Čilipi, Drvenik, Duba Konavoska, Dubravka, Dunave, Đurinići, Gabrili, Gruda, Jasenice, Komaji, Kuna Konavoska, Lovorno, Ljuta, Mihanići, Mikulići, Močići, Molunat, Obod, Palje Brdo, Pločice, Poljice, Popovići, Pridvorje, Radovčići, Stravča, Šilješki, Uskoplje, Vitaljina, Vodovađa, Zastolje és Zvekovica települések tartoznak.

## Története
Konavle község a latin „canalis” szóból kapta a nevét, melynek "canale", "canavia", "canabula", illetve a helyi "konali" képzett névváltozatai ismertek. Az elnevezés pedig a mai Vodovađa falu határában található forrásoktól a Konavlei-mezőn át vezetett, Epidaurum római városát ellátó ókori vízvezetékről származik. A régészeti leletek tanúsága szerint az emberi élet első nyomai a paleotikumból és a neolitikumból származnak. Az i. e. 5. és 4. században az illírek két törzse, a harcias ardiaták és a békésebb plereiusok telepedtek meg ezen a területen. A magaslatokon épített erődített településeken éltek és kőből emelt halomsírokba temetkeztek. A stratégiai helyeken épített erődökből jónéhánynak a nyoma máig fennmaradt. Az ardiata kalózok különösen Agrón király idejében, az i. e. 3. században tartották rettegésben az Adria déli partjait. Agrónt halála után Teuta követte a trónon, akinek uralma idején a római hajókat is megtámadták. Az állandósult harcok után, miközben a rómaiak többször is győzelmet arattak végül i. e. 135-ben verték le az ardiatákat. A rómaiak első támaszpontja ezen a vidéken a Cavtat melletti mai Donji Obod területén fekvő Epidaurum székhellyel jött létre, mely egy görög kolónia helyén fekvő városias jellegű település volt. A római légiók jelenléte hosszú időre megszüntette a háborúskodást ezen a területen. Utak épültek, melyeken a megtermelt mezőgazdasági termékeket és állatokat a kikötőkbe szállították elősegítve a kereskedelem fejlődését. Ebben az időszakban fejlődött a római utak találkozásánál fekvő Epidaurum fontos kereskedelmi központtá. A római jelenlétről a vízvezeték és az utak maradványain kívül villagazdaságok és kulturális emlékek, mint a močići Mithrász-szentély, sírok, számos töredék és egyéb régészeti lelet tanúskodik. A milánói ediktum után a kereszténység is gyorsan terjedt, majd a római hatalmat a népvándorlás vihara rengette meg. A Nyugatrómai Birodalom bukása után a keleti gótok özönlötték el a térséget, őket 537-től 1205-ig kisebb megszakításokkal a bizánciak követték.
A 7. században avarok és a kíséretükben érkezett szlávok, a mai horvátok ősei árasztották el a területet. A várakat lerombolták és az ellenálló lakosságot leöldösték. Így semmisült meg a mindaddig fennálló Epidaurum. A túlélő lakosság előbb Župára, majd Raguzába menekült. A középkorban Konavle Travunja (latinul Tribunia) része volt, mely Dél-Dalmácián kívül magában foglalta a mai Hercegovina keleti részét és Montenegró kis részét is. Travunja sokáig a szerb, a zétai és bosnyák uralkodók függőségébe tartozó terület volt. Ekkor terjedt el a térségben a bogumilizmus, egy gnosztikus eredetű eretnek vallási mozgalom. A konavlei hegyek között számos bogumil temető sírkövei maradtak fenn többek között Gabrili, Mihanići és Dunave településeken, de mind közül a legszebbek a brotnicei Szent Tamás templom melletti temetőben találhatók. A 15. század elején Konavle bosnyák hűbérurak birtokát képezte. Keleti része Sandalj Hranić, míg a nyugati rész (Cavtat és Obod kivételével) Petar és Radoslav Pavlović birtoka volt. Intenzív tárgyalások után Konavle keleti részét 1419. június 24-én vásárolta meg a Raguzai Köztársaság, majd nyolc év múlva 1426. december 31-én a keleti részhez hasonló feltételekkel a nyugati részt (beleértve Cavtat és Obod településeket) is megszerezte.
A raguzai közigazgatás központja Pridvorje lett, ahol a terület kormányzójának hivatala volt. Ebből az időszakból származik a kormányzói palota és dunavai Soko-torony, mely a déli raguzai területek fontos erődítménye lett. Az 1430 és 1432 között dúlt első konavljei háborúban a török támogatását élvező Radoslav Pavlović megpróbálta visszaszerezni az egyszer már eladott konavljei birtokait a köztársaságtól. A háború a végén a török támogatását is elveszítő Pavlović vereségével végződött és az azt követő béke megerősítette a Bosznia, Hum és a Raguzai Köztársaság közötti korábban kialakult állapotokat. A kormányzó Pridvorjéban székelt, ahol kolostort is építettek. A palotában lakott a kancellár, aki megszerkesztette, írásba foglalta és kiadta a kormányzói határozatokat, vezette a kancelláriát, összeállította a tárgyalások anyagait, vezette az adónyilvántartást, tárolta a végrendeleteket stb. A kancellária iratai a 19. század elején egy tűzvészben elégtek, így velük Konavle írásos múltjának legnagyobb része is megsemmisült. A raguzai fennhatóság idején fejlődött a gazdaság, különösen a kereskedelem. 1597-ben a konavleiek hét nagy kereskedelmi hajóval rendelkeztek. 1605-ben a cavtati kapitányságnak hat nagyobb és nyolc kisebb hajója volt. 1704 és 1734 között egyedül Cavtat 31 kereskedelmi hajót birtokolt, míg az egész Konavle 85 hajóval rendelkezett. A helyi tengerészet jelentőségét jelzi, hogy 1745 és 1759 között Konavle 50 hajóskapitányt adott a különböző hajókra.
Konavle egészen annak hivatalos megszűnéséig, 1808-ig maradt a köztársaság része. Ezután Dalmáciával együtt ez a térség is a köztársaságot legyőző franciák uralma alá került, de Napóleon bukása után 1815-ben a berlini kongresszus Dalmáciával együtt a Habsburgoknak ítélte. 1824-ben Cavtatban megnyílt a község első iskolája. A posta 1840-ben kezdte meg működését, az első telegráf pedig 1865-től működött. A községnek 1857-ben 9092, 1910-ben 9886 lakosa volt. 1901-ben megépült a vasútvonal. 1906-ban nagy csapást jelentett a szőlőket elpusztító filoxérajárvány. 1918-ban az új szerb-horvát-szlovén állam, majd később Jugoszlávia része lett. Az 1920-as években fellendült a turizmus, 1924-ben Cavtaton már 1063 turista tartózkodott, közülük 135 külföldi volt. A délszláv háború idején 1991 októberében a jugoszláv hadsereg, valamint szerb és montenegrói szabadcsapatok foglalták el a község területét, a falvakat kifosztották és felégették. A lakosság az északnyugatra fekvő Dubrovnikba menekült és csak 1992 októberének végén térhetett vissza. A horvát hadsereg az „Oslobađanje Konavala” akció során 1992. október 20. és 26. között szabadította fel a község területét a megszállás alól. A háború után rögtön megindult az újjáépítés. A községnek 2011-ben 8331 lakosa volt, akik főként turizmussal és mezőgazdasággal foglalkoztak.

## Népesség

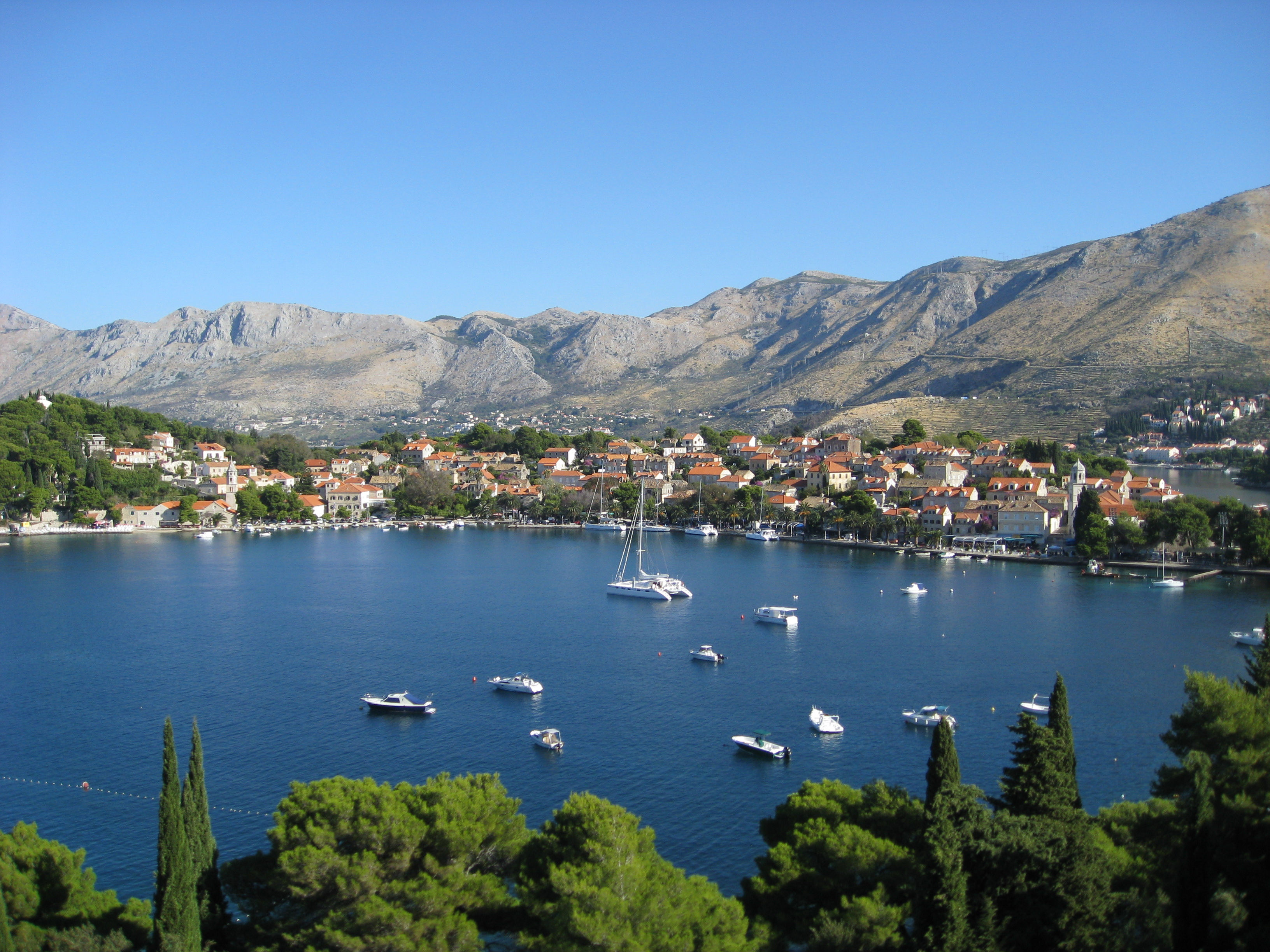
Cavtati látkép

| Lakosság változása | Lakosság változása | Lakosság változása | Lakosság változása | Lakosság változása | Lakosság változása | Lakosság változása | Lakosság változása | Lakosság változása | Lakosság változása | Lakosság változása | Lakosság változása | Lakosság változása | Lakosság változása | Lakosság változása | Lakosság változása |
| ------------------ | ------------------ | ------------------ | ------------------ | ------------------ | ------------------ | ------------------ | ------------------ | ------------------ | ------------------ | ------------------ | ------------------ | ------------------ | ------------------ | ------------------ | ------------------ |
| 1857               | 1869               | 1880               | 1890               | 1900               | 1910               | 1921               | 1931               | 1948               | 1953               | 1961               | 1971               | 1981               | 1991               | 2001               | 2011               |
| 9.092              | 9.234              | 9.304              | 9.949              | 10.701             | 9.886              | 9.088              | 9.590              | 8.916              | 8.813              | 8.729              | 8.329              | 8.551              | 9.074              | 8.250              | 8.577              |

## Nevezetességei
- Cavtat városfalak
- Cavtat kormányzói palota
- Cavtat Havas Boldogasszony templom és kolostor
- Cavtat Račić mauzóleum
- Dunave Sokol várának maradványai
- Brotnice Szent Lukács templom
- Gabrili Szent Dimitrij templom régi sírkövekkel
- Pridvorje kormányzói palota
- Pridvroje Szent Balázs templom és kolostor
- Pridvorje Szentháromság templom
- Vitaljina Szent Megváltó templom
- Vitaljina Szent Miklós templom
- Močići Mithrász-szentély
- Dubravka Szent Borbála templom régi sírkövekkel
- Ljuta Keresztelő Szent János templom
- Pločice Szent Péter templom középkori temetővel

## Gazdaság
A helyi gazdaság hagyományosan a mezőgazdaságon alapul, de a turizmus fejlődésével a tengerparti részeken fokozatosan ez lett a fő megélhetési forrása. Különösen a fiatalok hagytak fel a mezőgazdasági területek művelésével, a turizmusban, a vendéglátásban és a közlekedés területén helyezkedtek el. Itt található Dubrovnik nemzetközi repülőtere, mely további gazdasági fejlődés lehetőségét biztosítja a térségnek. A mezőgazdasági kultúrák közül főként a szőlő, valamint a zöldség és gyümölcsfajták termesztése elterjedt. A múltban Konavle biztosította a Raguzai Köztársaság mezőgazdasági terményekkel való ellátásának nagy részét.

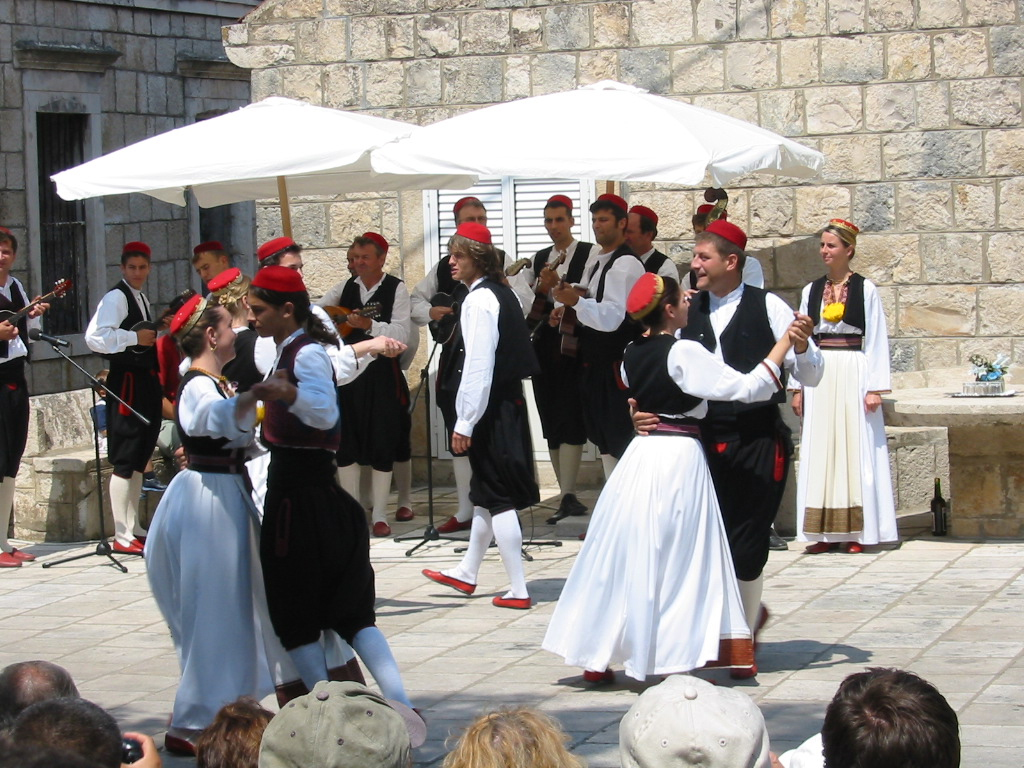
Néptáncosok Čilipiben

## Kultúra
A község kulturális és művészeti egyesületei:
- KUD "Vlaho Bukovac" Cavtat
- KUD "Čilipi" Čilipi
- KUD "Gruda" Gruda
- KUD "Stjepan Radić" Pridvorje
- KUD "Napredak" Dubravka

Kulturális egyesületek:
- "Muzeji i galerije Konavala" kulturális intézet
- "Oštro" énekkar
- "Ragusa Vecchia" énekkar
- „Konavala” Ifjúsági Egyesület
- Cavtati Ifjúsági Egyesület
- "Naša djeca" Egyesület Gruda
- "Hrvatska žena" Egyesület Gruda
- "Dominali" Cavtat Karneváli Egyesület
- Konavle község nyugdíjas egyesülete
- Cavtati fúvószenekar
- Szent Ferenc Irgalmasság Lányai Egyesület
- Mária-ház Cavtat a község rászorulóinak szolgálatára

Fesztiválok:
Epidaurus Festival – nemzetközi zenei és művészeti fesztivál

## Oktatás
Konavlén két alapiskola működik, az egyik Gruda, a másik Cavtat településen. Több alsó tagozatos területi iskola tartozik hozzájuk.
- A cavtati alapiskola területi iskolái működnek Čilipi, Močići, Gabrile, Komaji és Stravča településeken.
- A grudi alapiskola területi iskolái Popovići, Radovčići, Molunat, Vitaljina, Vodovađa, Dubravka és Pridvorje településeken működnek.
- A középiskolások Dubrovnikra járnak iskolába.
- Óvodák működnek Cavtat, Čilipi és Gruda településeken.

## Sport
A legnépszerűbb sport a vízilabda. A játékosok többsége a VK Cavtat klubban kezdte pályafutását, melyet a dubrovniki VK Jugban folytatott. Két helyi származású válogatott játékos Luko Vezilic és Goran Sukno 1980-ban kupát alapított. Ugyanők 1980-ban a moszkvai olimpián ezüstérmet szereztek. Goran Sukno 1984-ben tagja volt a los angelesi olimpián győztes jugoszláv csapatnak, majd 1986-ban Spanyolországban világkupa diadallal csapatkapitányként tette fel a koronát a pályafutására.
A község sportegysületei:

Labdarúgás:

- NK Konavljanin Čilipi
- NK Slaven Gruda
- NK Sokol Dubravka
- NK Croatia Gabrile
- NŠ Cavtat
- MNK Enkel Popovići

Vízilabda 

- VK Cavtat

Dzsúdó 

- JK Konavle Cavtat
- JK Prevlaka

Golyósport 

- BK Slaven Gruda
- BK Pridvorje Pridvorje
- BK Dubravka Dubravka

Egyebek 

- ŠRD "Bobara" Cavtat (horgászat)

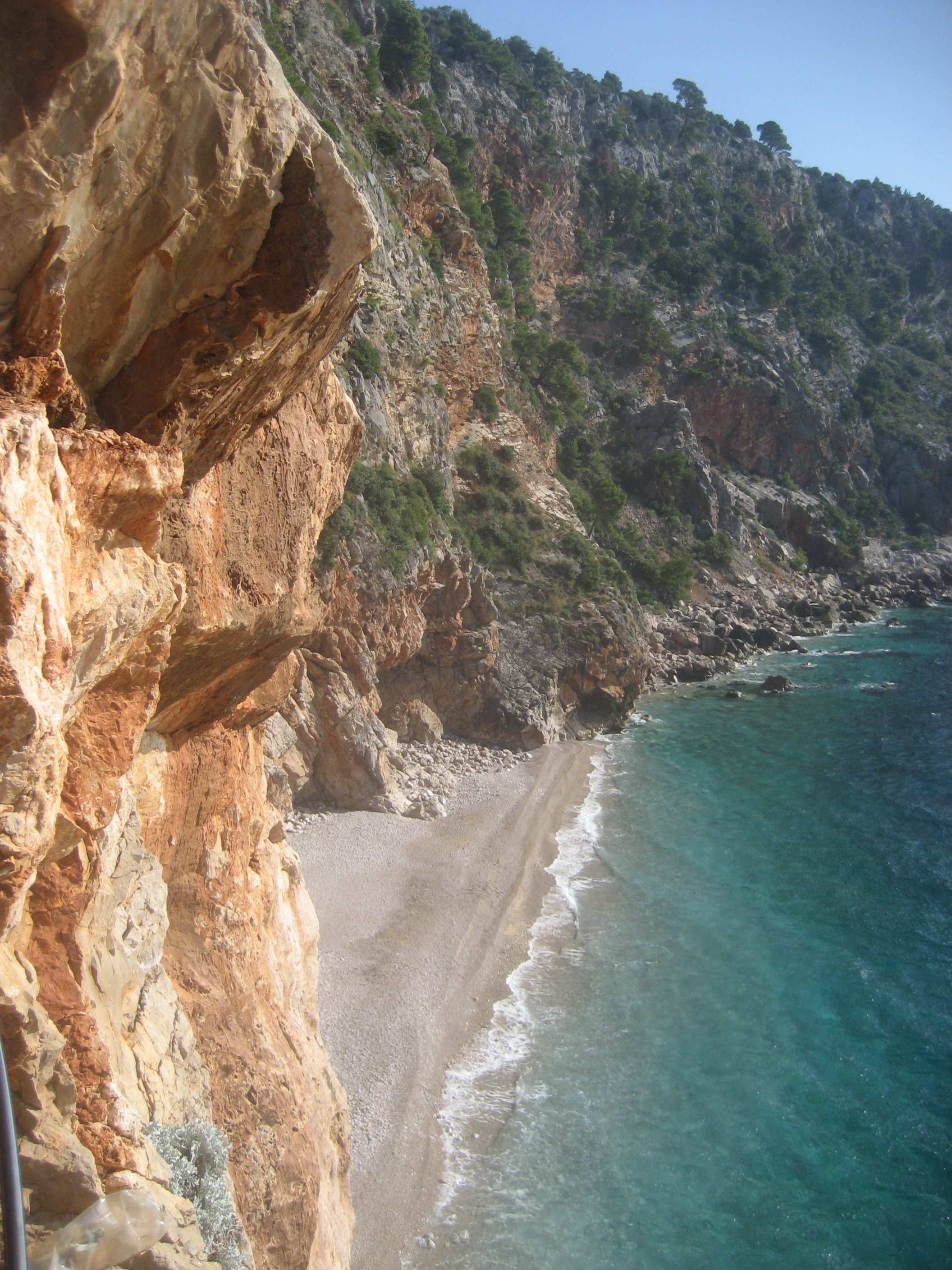
Konavlei parti sziklák

- Moto klub "Dvije rote" Čilipi (motorsport)
- Jedriličarski klub Cavtat (vitorlázás)

## Galéria
- Mlini látképe
- Cavtat látképe
- Račić-mauzóleum Cavtat
- Cavtat jachtkikötő
- A dubrovniki repülőtér
- Guda főutcája
- Molunat főutcája
- Konavlei parti sziklák
- Tavacskák a Snežnica-hegységben

## Fordítás
Ez a szócikk részben vagy egészben  a   Konavle című horvát Wikipédia-szócikk ezen változatának fordításán alapul.  Az eredeti cikk szerkesztőit annak laptörténete sorolja fel. Ez a jelzés csupán a megfogalmazás eredetét és a szerzői jogokat jelzi, nem szolgál a cikkben szereplő információk forrásmegjelöléseként.